# Dropshipping
Dropshipping ou envio direto é um modelo de gestão logística em que o revendedor não mantém os produtos em estoque, mas oferta e comercializa itens que estão no estoque do fornecedor em qualquer lugar do mundo. Assim que o cliente completa o pedido de compra, o revendedor solicita e paga ao fornecedor que fará todo o processo de embalagem e envio diretamente ao cliente. Dessa forma, o revendedor usa o estoque de seus fornecedores como uma garantia de que não faltarão produtos.

## Processo

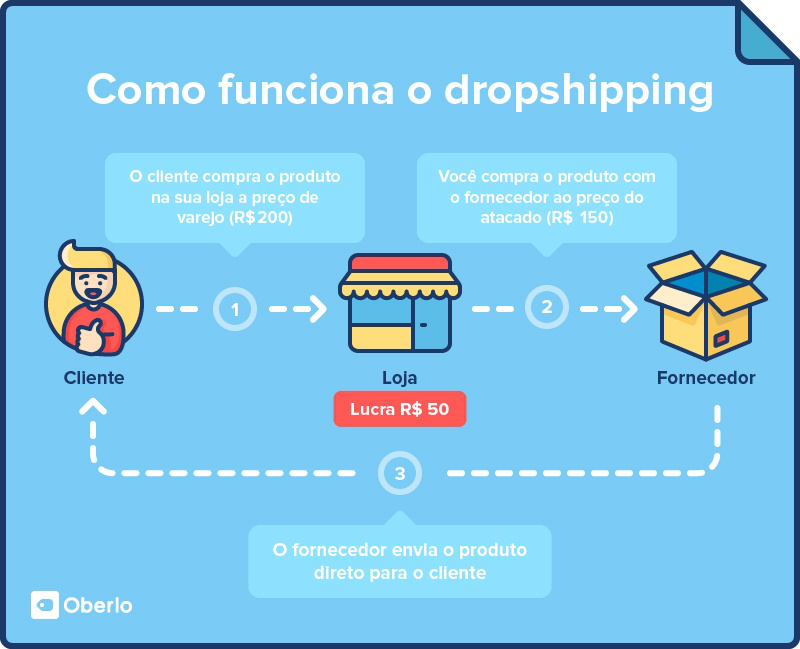
Como funciona a remessa direta

O revendedor vende um produto para um dos clientes. Assim que o pedido é processado por meio de um canal de venda (internet, catálogos, promotores ou até mesmo a loja física), ele é transferido diretamente ao fornecedor do produto que se responsabilizará pela disponibilização do produto para a entrega, podendo inclusive utilizar seu próprio parceiro de entrega ou outro designado pelo responsável pela venda.

## Revendedor
O revendedor é a figura central desta técnica. Ele é responsável pelas ações de marketing e vendas dos produtos, por atingir o consumidor final e também pelo controle dos meios de pagamentos que disponibiliza aos consumidores. Quando utiliza a remessa direta, ele está concentrando e desenvolvendo forças e capacidades para captar o consumidor final e vender o produto. Ele pode e deve deter o controle da informação, dos estoques antes da venda através da utilização de um VMI (Inventário gerido pelo fornecedor) para controlar os níveis de estoques dos produtos que vende e que estão no fornecedor; e também da entrega, para monitorar os níveis de serviço prestados pelo parceiros e fornecedores, já que sua marca está envolvida diretamente com o consumidor.

## Fornecedores
Seja um fabricante direto ou um fornecedor de outro tipo (atacadista/distribuidor), este terá que ter uma boa capacidade de resposta às demandas que o revendedor apresentar, por isso, a escolha destes fornecedores é de extrema importância, caso ele não tenha ou não desenvolva uma rápida resposta aos pedidos captados pelo revendedor, problemas relacionados a stockout (ruptura de estoque), que redundará no prazo ou não entrega da mercadoria no prazo acordado, que é mandatório para o sucesso do negócio.
Boa parte dos fornecedores são principalmente dos EUA, porém desde 2006 muitos fornecedores de remessa direta estão surgindo na China, muitos dos quais oferecem por atacado para empresas e pessoas físicas, como a AliExpress, um dos maiores marketplaces para dropshipping, com mais de 2,5 bilhões de itens anunciados.
Em 2021, a gigante chinesa e a plataforma de e-commerce Nuvemshop firmaram parceria que permite a qualquer empreendedor gerar receita com operações de e-commerce sem precisar investir em estoque.  De acordo com pesquisa do Portal Empreendedor, o dropshipping deve atingir uma avaliação de mercado equivalente a US$ 591,77 bilhões até 2027 e esse setor crescerá a uma taxa média de 28,8% até 2025. 
Hoje em dia, o serviço de remessa direta já está sendo disponibilizado no Brasil por algumas empresas que mantém os produtos em estoque no país. O revendedor paga uma mensalidade e tem acesso a milhares de produtos sem mínimo de compra, e prazo de entrega ao cliente final reduzido.

## Benefícios
A principal vantagem dos varejistas que trabalham com esse método, além de se concentrarem no seu core business de comercialização, é o de não ter os custos relacionados ao estoque, dentre eles, capital de formação de estoques, capital de manutenção de estoque, custos com armazéns, pessoal e movimentação e embalagem de cargas. 
O fluxo de caixa melhora, já que há uma diferença entre o revendedor receber do consumidor e pagar seu fornecedor, caso mantivesse os estoques esse ganho financeiro não seria dele. Também os esforços de compras e capital envolvido não estão no seu horizonte de preocupações, com isso os custos são muito baixos, com menor intensidade de capital, o início de um negócio é muito facilitado. 
Outro ponto é que, como os estoques estão nos fornecedores, e estes podem ser num número sem limitações, o seu portfólio de produtos pode ser muito maior, abrangendo uma gama superior de consumidores. Além de poder estar localizado em qualquer site que permita menores custos, quando seu canal de vendas for eletrônico (e-commerce) ou com promotores e /ou catálogos.
A remessa direta também elimina a duplicação de esforços, uma vez que somente um armazém vai manusear, embalar e enviar o produto. Este ato pode reduzir a administração de estoques e custos totais de logística. Estas reduções de custos podem, posteriormente, reduzir o preço ao consumidor ou aumentar as margens de lucro de toda cadeia.
Por fim, com o dropshipping, é possível oferecer uma variedade de produtos aos seus clientes, sem precisar se preocupar com a disponibilidade em estoque. Para isso, firme parcerias com fornecedores confiáveis e acesse um vasto catálogo de produtos. 
Tudo isso permite que você acompanhe as últimas tendências e ofereça uma seleção diversificada, mantendo seus clientes satisfeitos e atraindo novos compradores.

## Riscos
Um produto pode não estar no estoque do fornecedor no momento do pedido (stockout). O produto pode ter sido vendido a outros revendedores, pode não ter sido fabricado na quantidade correta e por isso, gerar um desconforto ao consumidor, que não receberá ou terá que aguardar mais pelo seu produto. Isso pode levá-lo ao cancelamento do pedido com perdas financeiras e prejuízos para marca do revendedor. 
Outro ponto é que a concorrência é intensa em vários setores. O preço é um fator sensível ao consumidor, por isso, promoções e descontos são mais frequentes e a margem vem maior ou menor através do controle de custos. 
Problemas de entrega, atrasos gerados por falta de capacidade do fornecedor ou do parceiro de entrega (transportador), avarias, extravios, neste ponto da cadeia podem ocorrer e o revendedor receberá a reclamação do consumidor, devendo trata-la de forma rápida, satisfazendo as necessidades do comprador atingido. 
Riscos tributários e legais também devem ser geridos pelos envolvidos, diferenças de impostos entre os pontos de saídas dos produtos, legislações sobre importação de produto (caso o fornecedor seja de outro país). É de grande importância atender às expectativas dos consumidores afim de evitar-se problemas com processos e reclamações a órgãos de defesa do consumidor por questões que podem ser resolvidas de forma amigável e que até fidelize o cliente. 

## Negócio
A remessa direta pode ser usado por negócios de grande porte e também por microempresas, aqui o mais importante será como as informações fluirão ao longo da cadeia e o quão grande é sua influência sobre os fornecedores.
O grande varejista tem muito mais capacidade de influenciar o fornecedor pela escala que ele pode apresentar. Vale ao menos o desenvolvimento de fornecedores que, por alguma questão, não estejam sob a mira dos grandes varejistas, além dos relacionamentos com fornecedores em comum que tenha com esses concorrentes maiores. 
Por isso, escolher qual produto ou mercado quer atingir pode fazer toda a diferença, assim como seus canais de vendas e agilidade em atender seus clientes, que pode ser um ponto fraco dos grandes players, então se favorecer da condição de pequeno varejista, que apresenta maior flexibilidade.

## Tributação
Para que a operação seja legal, o objeto social não poderá ser ilícito, impossível, indeterminado ou indeterminável, ou contrário aos bons costumes, à ordem pública ou à moral. (Ver Instrução Normativa DREI n° 38/2017, Anexo II, Item 1.2.12)
Deste modo, o contrato social deverá indicar com precisão e clareza as atividades a serem desenvolvidas pela sociedade.
As lojas virtuais (e-commerce) devem estar registradas como empresas de intermediação de negócios, onde o negociador prestará um serviço para o seu cliente nacional, que deseja adquirir um produto determinado, no sentido de facilitar a sua aquisição junto à empresa estrangeira.
Quanto à Classificação Nacional de Atividades Econômicas (CNAE), o enquadramento que melhor atende as atividades da operação de remessa direta, compreende o seguinte código:
– 7490-1/04 – Atividades de intermediação e agenciamento de serviços e negócios em geral, exceto imobiliários
Ademais, a operação de remessa direta difere da situação em que o lucro do sujeito intermediário é oriundo da comissão pela venda de determinada mercadoria. Neste caso, o ofertante dos produtos figuraria efetivamente como representante comercial da empresa fornecedora.
Nas operações de remessa direta, que consistem nas atividades de intermediação de negócios, serão tributadas de acordo as regras de tributação a depender do regime de tributação de cada pessoa jurídica, podendo ser com base no Simples Nacional, Lucro Presumido ou Lucro Real.

## Fonte
- Texto inicialmente baseado na tradução do artigo «Drop shipping» na Wikipédia em inglês (acessado nesta versão).
- Netesine, S., Nils R., Supply chain structures on the Internet: marketing-operations coordination under drop-shipping, October 2000; revised September 2001
- Hayes M., Yoderian, A., The Ultimate Guide to Dropshipping, fonte: www.shopify.com/guides/dropshipping.
- Hoyt D., Zappos.com: Developing a Supply Chain to Deliver Wow! - Case GS65, Stanford Graduate School of Business, 2011